# K 데스크톱 환경 1
K 데스크톱 환경 1(K Desktop Environment 1)은 KDE의 첫번째 릴리즈이다. KDE 1.0과 KDE 1.1 두 가지 버전이 릴리즈되었다.

## 프리 릴리즈
1996년 10월 14일, 마티아스 에트리히는 쿨 데스크톱 환경 (Kool Desktop Environment)을 개발하기로 선언한 이후 바로 개발을 시작하였다. 이후 Kool을 K로 줄여 K 데스크톱 환경 (K Desktop Environment)이라 불리게 되었다.
처음에 진행한 프로젝트 개발 과정에서는 전반적으로 공동 작업 기간을 두지 않았으며 개별적으로 개발자 공동체에 모든 요소들을 릴리즈하였다. 메일 리스트를 통한 KDE의 첫번째 의사소통은 kde@fiwi02.wiwi.uni-Tubingen.de로 이루어졌다.
처음으로 공동 작업한 릴리즈는 1997년 10월 20일에 발표된 Beta 1이다. 추가적으로 세 번의 베타 버전을 릴리즈했는데, 각각 1997년 11월 23일, 1998년 2월 1일, 그리고 1998년 4월 19일에 발표되었다.

## K 데스크톱 환경 1.0
| Release schedule | Release schedule            |
| Date             | Event                       |
| 1.0              | 1.0                         |
| ---------------- | --------------------------- |
| 1997년 10월 20일 | KDE Beta 1 released         |
| 1998년 7월 12일  | KDE 1.0 released            |
| 1.1              |                             |
| 1999년 3월 4일   | KDE 1.1 released            |
| 1999년 5월 3일   | 1.1.1 Maintenance release   |
| 1999년 9월 13일  | 1.1.2 Maintenance release   |
| 2016년 10월 14일 | 20th anniversary re-release |

1998년 7월 12일, K 데스크톱 환경 1.0의 완성된 버전이 릴리즈되었다. KDE 1.0 릴리즈 성명은 다음과 같다.
| “ | KDE는 UNIX 워크스테이션을 위한 망 투명적이고 현대적인 데스크톱 환경입니다. KDE는 UNIX 워크스테이션을 위한 사용하기 쉬운 데스크톱을 추구하고 있습니다. 사용하기 쉬운 데스크톱을 추구한다는 점에서 MacOS, Window95/NT [sic]와 비슷합니다. 우리는 UNIX 운영 체제가 오늘날의 가장 좋은 운영 체제라 믿습니다. 사실 UNIX는 수 년동안 전문적인 정보 기술으로써 논란의 여지가 없는 선택지가 되고 있습니다. 안정성, 확장성, 개방성에 대해 말하자면 UNIX와 경쟁할 대상이 없습니다. 하지만, UNIX를 위한 쉽게 사용할 수 있는 현대적인 데스크톱 환경이 부족하여 UNIX가 사무실이나 집에서 쓰이는 전형적인 컴퓨터들의 데스크톱으로 이식되는 길을 찾지 못하고 있습니다. 이제 KDE가 있어 쉽게 사용할 수 있고, 현대적인 데스크톱 환경이 가능해졌습니다. 리눅스처럼 UNIX/KDE는 누구든지 소스 코드를 수정할 수 있고 또한 공짜로 사용할 수 있는 무료 및 공개 컴퓨팅 플랫폼을 갖추고 있습니다. 항상 개선의 여지가 있을 것이지만, 우리는 오늘날 더 흔히 찾을 수 있고 상업적인 운영체제/데스크톱의 일부에 대해 실행 가능한 대안을 마련해왔다고 믿고 있습니다. 우리는 UNIX/KDE 조합이 마침내 개방적이고, 신뢰할 수 있고, 안정적인 평균 컴퓨터의 독점 자유 컴퓨팅이 되기를 바라고 있습니다. | ” |
|   | — KDE 1.0 릴리즈 성명 |   |

이 버전은 다양한 평가를 받았다. 많은 이들이 QT 소프트웨어 프레임워크를 사용한 것을 비판했는데, 그때 당시 QT 소프트웨어 프레임워크는 자유 소프트웨어와 양립할 수 없다고 밝힌 QT 프리 에디션 라이센스로 배포됐었기 때문이다. 이들은 대신 모티프나 LessTif를 사용하는 것을 조언했다. 그런 비판이 있었음에도, KDE는 많은 사용자들에게 호평을 받았으며 첫번째 리눅스 배포판의 길로 나아갔다.

## K 데스크톱 환경 1.1

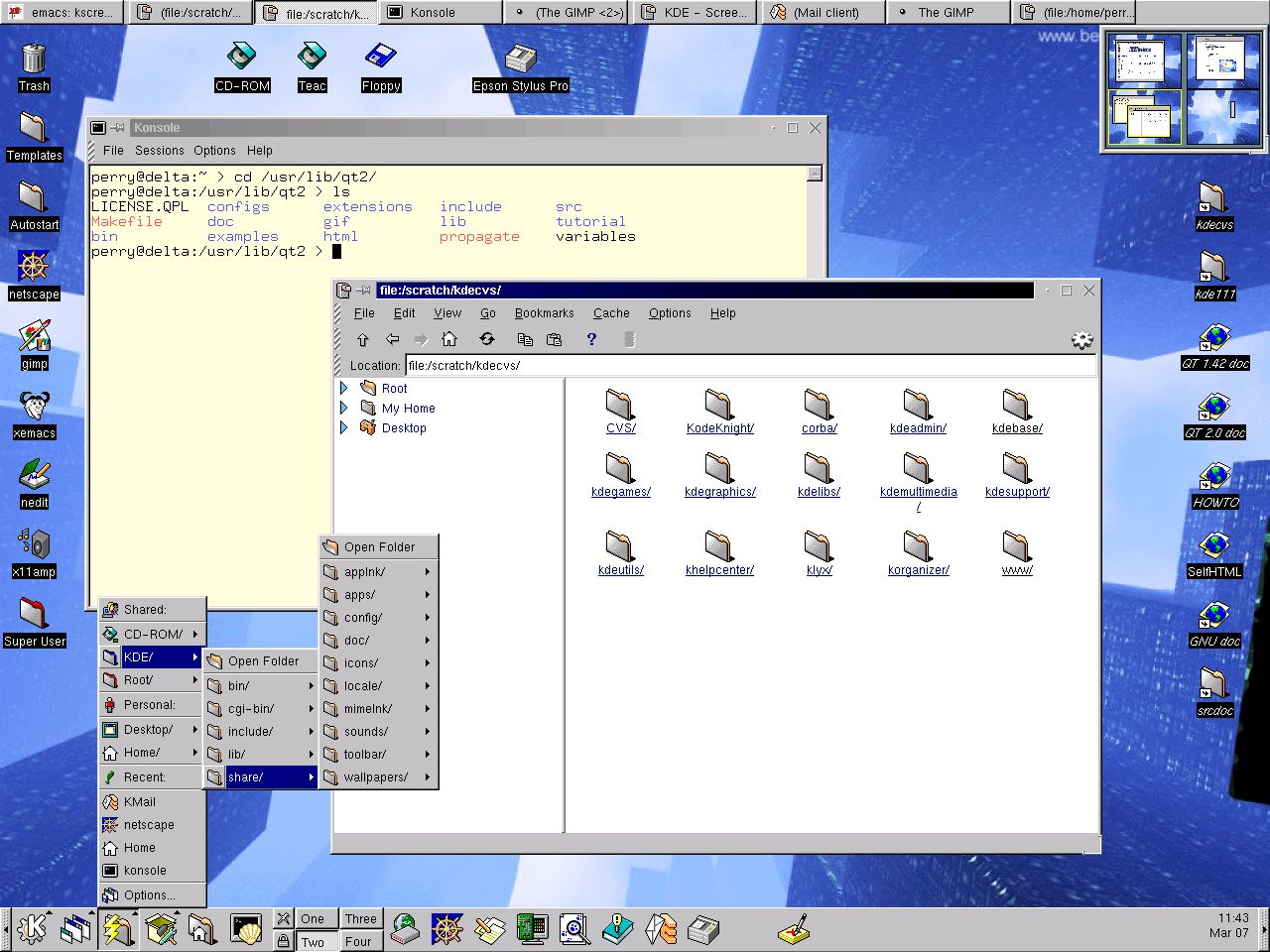
K Desktop Environment 1.1

업그레이드 버전인 K 데스크톱 환경 1.1은 더 빨라졌고, 더 안정적이었으며 많은 세세한 점들을 개선시켰다. K 데스크톱 환경 1.1은 새로운 아이콘 모음과 배경, 텍스처를 포함시켰으며 또한 토르스텐 란 (Torsten Rahn)이 제작한 톱니바퀴 앞에 K 글자가 있는 새로운 KDE 로고가 삽입되었다. 이 로고는 오늘날까지도 수정된 형태로 사용되고 있다.
Konqueror의 전신인 kfm, 애플리케이션 런처 kpanel, 그리고 KWin의 전신 kwm과 같이 몇몇 소프트웨어들은 커다란 영향을 끼친 업데이트였다.

### KDE 부활 프로젝트
KDE의 20주년 생일을 기념하기 위해, KDE와 페도라 기여자 Helio Chissini de Castro는 2016년 10월 14일에 1.1.2 버전을 재릴리즈했다.